# دهستان زردین
دهستان زردین، دهستانی از توابع بخش نیر شهرستان تفت در استان یزد ایران است. 
دهستان زردین در ۸۵ کیلومتری یزد قرار دارد. این دهستان از توابع شهرستان تفت و بخش نیر می باشد. زردین در جنوب غربی یزد و شرق این شهر قرار دارد. فاصله زردین تا نیر ۱۲ کیلومتر و تا شهر تفت حدود ۶۸ کیلومتر است. همچنین نخستین بار ایده پرورش و نگهداری یوزپلنگ آسیایی در این روستا مطرح شد ولی بنا به دلایلی زیست بومی و تهدید سگ ها این پروژه لغو گردید.
دهستان زردین بزرگ ترین دهستان استان یزد است. 
اگر در زردین فامیل زارع زردینی را صدا بزنی، همه ی مردم برمی گردند و نگاهت می کنند.

## جمعیت
براساس سرشماری سال ۱۳۸۵ جمعیت آن ۲٬۵۱۶ نفر (۸۰۵ خانوار) بوده‌است.